# Friol
Friol település Spanyolországban, Lugo tartományban. Friol Lugo, Guntín, Palas de Rei, Toques, Sobrado, Galicia, Guitiriz, Begonte és Outeiro de Rei községekkel határos. Lakosainak száma 3598 fő (2024).

## Népesség
A település népessége az elmúlt években az alábbi módon változott:
| Lakosok száma | 4784 | 4580 | 4504 | 4348 | 4137 | 4004 | 3842 | 3744 | 3627 | 3598 |
|               | 2001 | 2004 | 2007 | 2009 | 2012 | 2014 | 2017 | 2019 | 2022 | 2024 |